# Anthophoridae
Die Einteilung der Lebewesen in Systematiken ist kontinuierlicher Gegenstand der Forschung. So existieren neben- und nacheinander verschiedene systematische Klassifikationen. 
Das hier behandelte Taxon ist durch neue Forschungen obsolet geworden oder ist aus anderen Gründen nicht Teil der in der deutschsprachigen Wikipedia dargestellten Systematik.

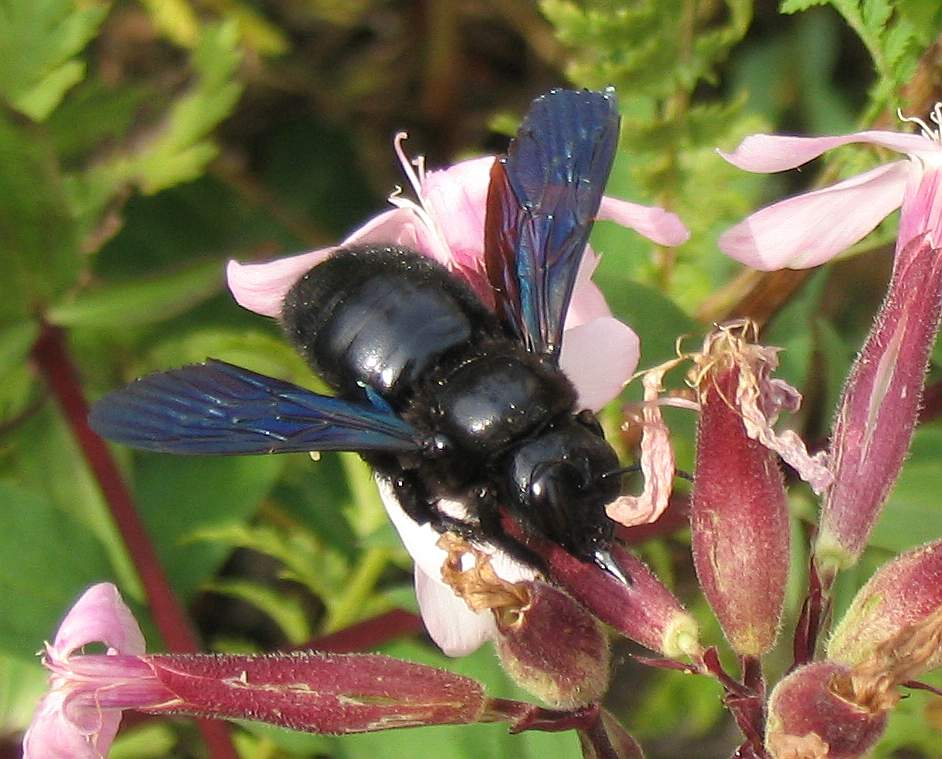
Holzbiene (Xylocopa violacea)

Die Familie Anthophoridae gehörte zur Überfamilie der Bienen (Apoidea) in der Ordnung der Hautflügler. Die Anthophoridae sind paraphyletisch. Das heißt, dass ihr letzter gemeinsamer Vorfahre zugleich der Vorfahre einer anderen Bienengruppe (nämlich der Apidae) ist. Die Anthophoridae wurden daher mit den Apidae zu einer Familie zusammengefasst. Die ehemaligen Anthophoridae gehören nun auch zu den Apidae und die Bezeichnung Anthophoridae kann entfallen.
Als deutsche Bezeichnung der Anthophoridae wurde gelegentlich die direkte Übersetzung: Blumenträger oder der Name Pelzbienen verwendet.